# Pachydissus schoenigi
Pachydissus schoenigi là một loài bọ cánh cứng trong họ Cerambycidae.